# Amadagur
Amadagur (en telugú: ఆమడగూరు ) es una localidad de la India, en el distrito de Anantapur, estado de Andhra Pradesh.

## Geografía
Se encuentra a una altitud de 677 m s. n. m. a 497 km de la capital estatal, Hyderabad, en la zona horaria UTC +5:30.

## Demografía
Según estimación 2010 contaba con una población de 6 576 habitantes.